# 8e congresdistrict van Californië
Het 8e congresdistrict van Californië, vaak afgekort als CA-8, is een kiesdistrict voor het Amerikaanse Huis van Afgevaardigden. Sinds de herindeling door de California Citizens Redistricting Commission omvat het district grote delen van het oosten van de staat. Het omvat heel Mono en Inyo County en het grootste gedeelte van San Bernardino County. Het 8e congresdistrict strekt zich uit van Mono Lake in het noorden tot en met Twentynine Palms in het zuiden.
De Republikein Paul Cook vertegenwoordigt het district sinds januari 2013.

## Vóór 2013

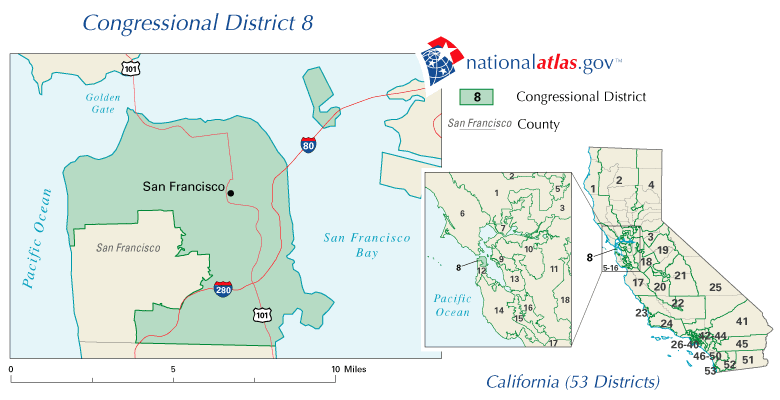
Het district van 2003 tot 2013

Voor de herindeling in 2013 omvatte het het grootste deel van de stad en county San Francisco behalve de zuidwestelijke hoek, die onder het 12e district viel. Het district was 100% stedelijk. Het was bovendien geografisch het kleinste district in de VS buiten New York.
De Democratisch ex-voorzitster (Speaker) van het Huis van Afgevaardigden Nancy Pelosi vertegenwoordigde het district van 1993, toen het district hertekend was, tot 2013. Voor 1993 viel San Francisco onder het 5e district, dat Pelosi van 1987 tot 1993 vertegenwoordigde, en sinds 2013 onder het 12e district, dat Pelosi momenteel vertegenwoordigt.
Het achtste district was een sterk en betrouwbaar Democratisch bastion in Californië. Nergens behaalde John Kerry zo'n hoge score in de presidentsverkiezingen van 2004 dan in het achtste district (84,2%). Barack Obama won 85,22% van de stemmen in 2008.
Andere progressieve partijen zoals de Groene Partij deden het meestal ook relatief goed.